# Dilemma-Gletscher
Der Dilemma-Gletscher ist ein steiler und stark zerklüfteter Gletscher im ostantarktischen Viktorialand. Er fließt von der Worcester Range in die Westflanke des Skelton-Gletschers, den er nördlich des Ant Hill erreicht.
Die neuseeländische Gruppe der Commonwealth Trans-Antarctic Expedition (1955–1958) erkundete ihn im Jahr 1957. Namensgebend waren die Schwierigkeiten, denen die Gruppe beim Abstieg über den Gletscher begegnete.